# Michałów (Radom)
Pour les articles homonymes, voir Michałów.
Michałów (prononciation : [miˈxawuf]) est un village polonais de la gmina d'Iłża dans le powiat de Radom de la voïvodie de Mazovie dans le centre-est de la Pologne.
Il se situe à environ 8 kilomètres à l'ouest d'Iłża (siège de la gmina), 26 kilomètres au sud de Radom (siège de le powiat) et à 116 kilomètres au sud de Varsovie (capitale de la Pologne).

## Histoire
De 1975 à 1998, le village appartenait administrativement à la voïvodie de Radom.